# 三河一宮站
三河一宮站（日语：／ Mikawa-ichinomiya eki */?）是位於愛知縣豐川市一宮町下新切33號，東海旅客鐵道（JR東海）的飯田線車站。

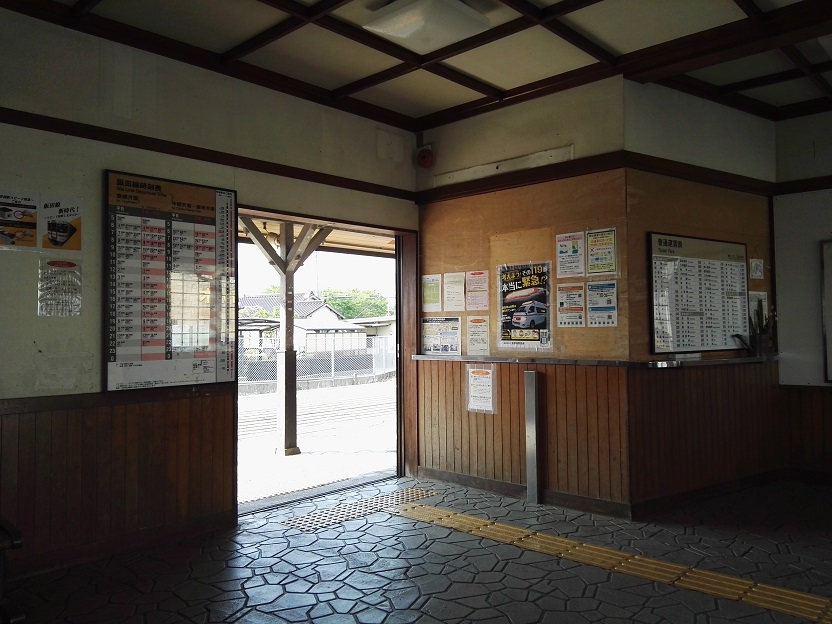
車站內部(2019年5月)

## 歷史
- 1897年（明治30年）7月22日 - 豐川鐵道開設一之宮站，當時為終點站[1]。
- 1898年（明治31年）4月25日 - 豐川鐵道線延伸至新城站，此站成為中途站。
- 1902年（明治35年）3月27日 - 車站可以變更為「簡易停車場」[1]（轉變日不詳）。
- 1904年（明治37年）2月17日 - 再次變更為車站[1]。
- 1916年（大正5年）1月1日 - 由於避免此站名稱與其他「一之宮站」造成混淆（包括上總一之宮站、尾張一之宮站〈現時：尾張一宮站〉和長門一之宮站〈現時：新下關站〉）[2]。此站改名為三河一宮站[1]。
- 1943年（昭和18年）8月1日 - 豐川鐵道被國有化，成為飯田線的一部分[1][3]。
- 1971年（昭和46年）12月1日 - 結束貨物和行李起卸業務[1]。
- 1984年（昭和59年）3月19日 - 新設跨線橋[4]。
- 1987年（昭和62年）4月1日 - 伴隨國鐵分割民營化，車站由東海旅客鐵道（JR東海）營運[1][3]。
- 1990年（平成2年）12月19日 - 翻新車站大樓，新大樓是以砥鹿神社作為主題[5]。
- 2012年（平成24年）4月1日 - 成為無人車站[6]。

## 車站構造
車站是一座地面車站，設有2面2線的相對式月台，可進行列車交會。1號月台是飯田方向，2號月台是豐橋方向。此站設有一線通過結構。
車站大樓位於上行（1號月台）月台側。車站大樓的外觀是以寺社作為主題。兩月台之間設有跨線橋連接。
此站是由豐川站管理的無人車站。在2012年4月1日前，此站是業務委託車站（晚間為無人車站），當時設有JR全線售票處。

### 月台
| 月台 | 路線   | 上下行 | 方向               |
| ---- | ------ | ------ | ------------------ |
| 1    | 飯田線 | 下行   | 中部天龍、飯田方向 |
| 2    | 飯田線 | 上行   | 豐橋方向           |

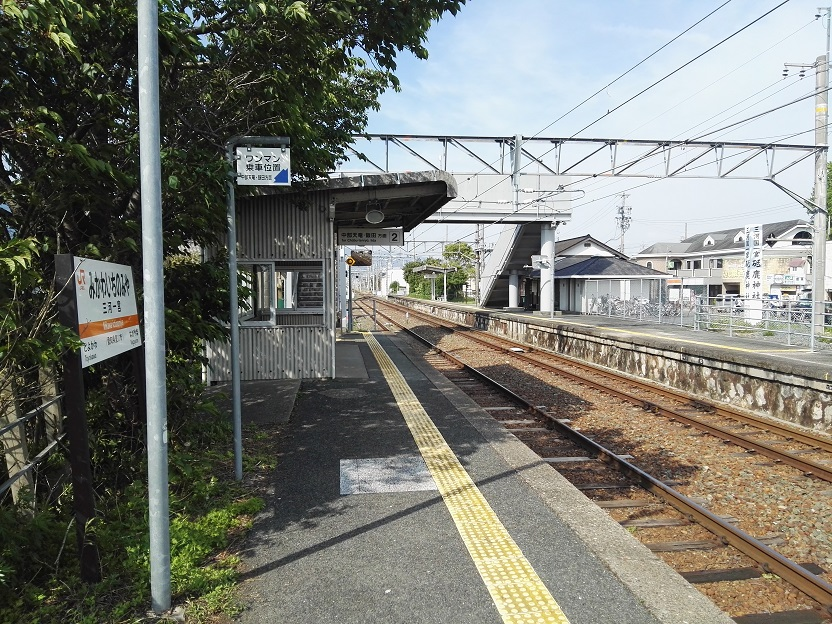
月台(2019年5月)
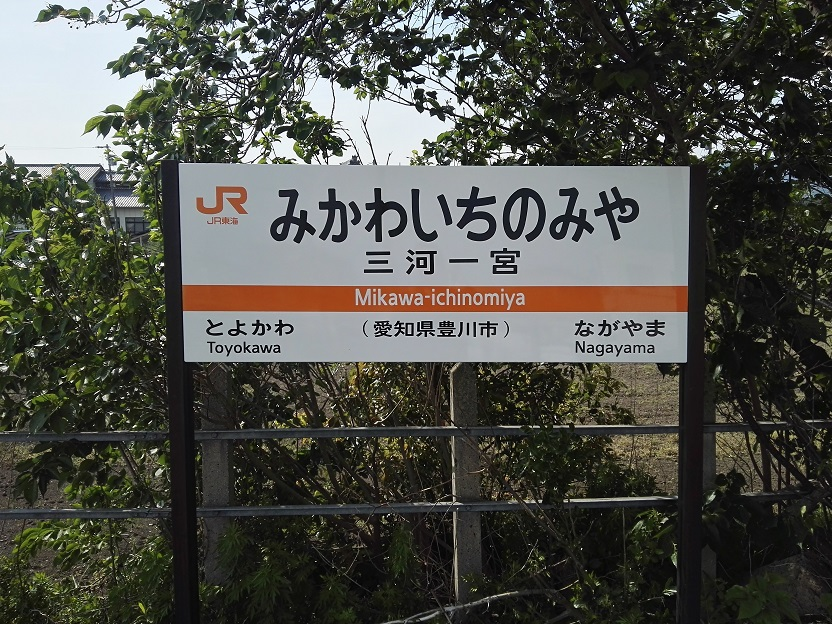
站名牌(2019年5月)

## 使用狀況
以下為近年1日乘車人次列表：
| 乘車人次變化 | 乘車人次變化     | 乘車人次變化 |
| 年度         | 1日平均 乘車人次 |              |
| ------------ | ---------------- | ------------ |
| 2002         | 942              |              |
| 2003         | 907              |              |
| 2004         | 839              |              |
| 2005         | 844              |              |
| 2006         | 820              |              |
| 2007         | 827              |              |
| 2008         | 798              |              |
| 2009         | 781              |              |
| 2010         | 809              |              |
| 2011         | 821              |              |
| 2012         | 730              |              |
| 2013         | 739              |              |
| 2014         | 717              |              |
| 2015         | 758              |              |
| 2016         | 760              |              |
| 2017         | 745              |              |

## 車站周邊
車站位於豐川市一宮地區（舊寶飯郡一宮町）。
- 砥鹿神社
- 豐鐵巴士（日语：豊鉄バス） 砥鹿神社前巴士站
- OSG（日语：オーエスジー）學院
- 豐川市立一宮西部小學（日语：豊川市立一宮西部小学校）
- 愛知縣立寶陵高等學校（日语：愛知県立宝陵高等学校）
- 東名高速道路豐川交匯處（日语：豊川インターチェンジ）
- 國道151號（日语：国道151号）
- 三河一宮郵局

## 巴士路線
三河一宮站巴士站
- 豐川市社區巴士（日语：豊川市コミュニティバス） 一宮地區地域路線「本宮線野會號」中回、西回

砥鹿神社前巴士站（距離車站約400米）
- 豐鐵巴士（日语：豊鉄バス）新豐線
- 豐川市社區巴士一宮線

## 相鄰車站
東海旅客鐵道（JR東海）
 飯田線
■快速（只有上行班次）、■普通
豐川（CD05）－三河一宮－長山

## 注腳
1. 1 2 3 4 5 6 7  石野哲（編）. . JTB. 1998: 98頁. ISBN 978-4-533-02980-6 （日语）.
2. ↑  {{Cite book|author={{Translink|ja|今尾恵介|今尾惠介{{|title=日本全国駅名めぐり|year=2018|publisher=日本加除出版|isbn=978-4-8178-4482-8|page=123|language=ja}}
3. 1 2  曾根悟（監修）. 朝日新聞出版分冊百科編集部（編集） , 编. . 週刊 歴史でめぐる鉄道全路線 国鉄・JR (朝日新聞出版). 2009-07-26, (3): 15–17 （日语）.
4. ↑  吉川利明. . 東海日日新聞社. 1997: 63頁 （日语）.
5. ↑  東海旅客鉄道飯田支店（監修）. . 新葉社. 2005: 125頁 （日语）.
6. ↑  「飯田線の3駅、4月から無人化へ 利用者大幅減に伴う措置」[]（日語），東愛知新聞，2011年11月23日發布
7. 1 2 3  笠原香・塚本雅啓. . 大正出版. 2007: 92頁. ISBN 978-4-8117-0657-3 （日语）.
8. 1 2  川島令三. . 第4卷 鹽尻站-名古屋東部. 講談社. 2010: 34–35頁（配線圖），77頁. ISBN 978-4-06-270064-1.。方角的配線圖與實際地圖比較對照。
9. 1 2  東海旅客鐵道（編）. . 東海旅客鐵道. 2007: 732・733頁 （日语）.
10. 1 2  用車站時間表的方向資訊。詳情參見JR東海官方網站的各站時間表 （页面存档备份，存于）（截至2015年1月）。
11. ↑  「豐川市之統計」